# Srpski film
Srpski film (en serbi, Српски филм) és una pel·lícula gore i d'explotació dirigida per Srđjan Spasojević el 2010, essent la seva òpera prima. Amb motiu de la seva estrena, la pel·lícula va rebre una atenció i polèmica substancials per la seva violència gràfica i contingut sexual de caràcter necrofílic i pedòfil. La pel·lícula s'ha prohibit a Espanya, Austràlia, Nova Zelanda, Malàisia, Singapur, Noruega i Brasil.

## Argument
La pel·lícula, que parodia el cinema serbi, narra la història de Milos (Srđan Todorović), un actor llegendari de cinema porno gairebé retirat que viu plàcidament amb la seva esposa i el seu fill. Les penúries econòmiques que travessa el portaran a acceptar l'oferta d'un enigmàtic individu anomenat Vukmir per a protagonitzar una pel·lícula de «pornografia artística». Milos sospita que pot haver gat amagat darrere d'aquest projecte, però quan intenta renunciar-hi ja és massa tard. El thriller fa un gir quan un matí Milos desperta ensangonat al seu llit, intenta recordar el que ha passat i descobreix que ha estat drogat i utilitzat per a una snuff movie pornogràfica i que ha fet coses horribles.

## Projeccions i premis
La pel·lícula va ser projectada en 2010 al 63è Festival Internacional de Cinema de Canes i a l'American Film Market, així com al XLIII Festival Internacional de Cinema Fantàstic de Catalunya i als festivals de Brussel·les, Londres, Porto, Austin, Toronto, Sofia, Hamburg, Hèlsinki, Bucheon, Ravenna i Estocolm. Va ser guardonada al Festival Internacional de Cinema de Mont-real amb el premi a la Millor pel·lícula, el premi d'Or a la millor pel·lícula europea i el de la Pel·lícula més innovadora. Al festival de Sèrbia va obtenir el premi Fipresci al Millor guió.

## Interpretació
Els guionistes Aleksandar Radivojević i Srdjan Spasojević (que també n'és el director) han expressat que la seva obra és una paròdia de les pel·lícules modernes produïdes a Sèrbia, les quals compten amb suport financer estranger.
Davant la pregunta de per què es va triar Srpski film com a títol, Radivojević contesta: «Srpski Film també és una metàfora del nostre cinema nacional: avorrit i predictible, que acaba resultant divertit sense tenir-ne pretensió. Aquest fet és comentat i subtilment parodiat de principi a fi, però amb mesura». Així mateix descriu el cinema serbi com «pel·lícules penoses finançades per l'estat, produïdes per persones que no tenen coneixement del món de cinema, ni cap relació amb ell i, alhora, recolzades amb mà de ferro per fons no nacionals».
D'acord amb Spasojević, la personalitat de Vukmir és «un reflex exagerat del nou ordre cinematogràfic europeu (...); Occident ha deixat de sentir d'una manera genuïna, així que busquen altres farses, irreals, tractant de comprar emocions».
Pel que fa a si la violència que representa està relacionada amb els soldats serbis i els crims de guerra que aquests cometeren, el mateix autor respon: «Srpski film no té com a temàtica la guerra, però tracta amb les conseqüències d'una societat de postguerra d'una manera metafòrica i amb l'explotació fins a l'extrem d'un home per assegurar la supervivència de la seva família».
«Si bé en aquesta pel·lícula, mitjançant una al·legoria, tractem la nostra vida i les autoritats corruptes que governen, també intentem enfrontar-nos a l'art i al cinema actual amb les seves respectives autoritats artístiques que els governen d'una manera corrupta. Les pel·lícules que prediquen i fan respectar la rectitud política són, actualment, les dominants de l'expressió cinematogràfica. Avui en dia a l'Europa de l'Est no reps finançament per a una pel·lícula tret que tinguis una "història verídica" patètica i commovedora que expliqui la història d'unes pobres nenes refugiades i desemparades amb llumins, que van acabar com a víctimes de la guerra, de la fam i de la intolerància. En la seva majoria tracten les víctimes com a herois, i les utilitzen i manipulen per tal de despertar l'empatia del públic. Creen una història falsa i romàntica sobre aquesta víctima i la venen com si fos la vida real. Aquesta és l'autèntica pornografia i manipulació, i també violència espiritual... El feixisme cinematogràfic a través de la rectitud política».
Spasojević i Radivojević adverteixen també que la pel·lícula no aborda només els conflictes serbis, sinó que també els propis del «nou món» en general. «No buscàvem realitzar una pel·lícula hermètica que tractés exclusivament les nostres tragèdies locals: el nostre propòsit ha estat relatar una història amb matisos mundials, ja que Sèrbia és un mer reflex de les tendències generals del nou món d'avui en dia, com tracta d'imitar-lo i falla estrepitosament».

## Polèmica al Festival de Sitges
Als Països Catalans, la pel·lícula va ser programada per a tres projeccions al Festival de Cinema de Sitges de 2010 entre els dies 14 i 16 d'octubre, encara que finalment només es va projectar un dia.
A causa de les escenes més escabroses de la pel·lícula, la Federació d'Associacions per a la Prevenció de el Maltractament Infantil, mitjançant una carta oberta als responsables del Festival de Sitges, va demanar el rebuig i condemna (per part del festival) de qualsevol manifestació de violència contra infants i adolescents i l'ús d'imatges amb contingut violent i agressiu contra ells, la retirada dels enllaços de la pel·lícula de la seva pàgina web i el compromís de no tornar a incloure en la seva programació, sigui en la secció oficial o fora de concurs, pel·lícules o material audiovisual en què es presentessin imatges explícites de violència, tortura o abús sexual infantil.
Més endavant, la Confederació Catòlica d'Associacions de Pares d'Alumnes va exigir la retirada de la pel·lícula de la Setmana de Cinema Fantàstic i de Terror de Sant Sebastià i va demanar al Ministeri de Cultura que aquesta pel·lícula no pogués ser inclosa al circuit comercial, tret que s'eliminessin les imatges més dures, ja que va exposar que «són escenes que van en contra de diversos acords i lleis nacionals». Així, el jutjat d'instrucció núm. 4 de Sant Sebastià va prohibir cautelarment les projeccions al festival previstes per a la matinada del 4 i 5 de novembre. No obstant això, posteriorment la pel·lícula seria premiada pel públic de la Setmana de Cinema Fantàstic i de Terror de Sant Sebastià per «convertir-se sense ser projectada en símbol de la llibertat d'expressió».
Dos dies després, el Festival de Cine de Terror de Molins de Rei, va cancel·lar-ne la projecció a les «12 Hores de Cinema de Terror» del 6 de novembre, a causa de «pressions institucionals».
La denúncia contra Àngel Sala, director de Festival de Cinema de Sitges, el va portar a ser imputat al març de 2011 per un jutjat de Vilanova i la Geltrú per un delicte d'exhibició de pornografia infantil penat a l'article 189.7 del Codi Penal. Paradoxalment, la cinta havia estat guardonada en diversos festivals, entre d'altres al Fantasporto de Porto.